# Балан Микола Іванович
Микола Іванович Балан (нар. 12 грудня 1968, с. Старий Лисець, Тисменицький район, Івано-Франківська область) — український військовик, генерал-полковник, командувач Національної гвардії України (2019-2022).
З 7 травня 2019 року виконував обов'язки командувача Національної гвардії України. 
14 червня 2019 року призначений Командувачем Нацгвардії України.
27 січня 2022 року подав у відставку та був звільнений з посади командувача Національної гвардії України згідно Указу Президента України №34/2022 від 27 січня 2022 року.

## Освіта
В 1992 закінчив Саратовське вище військове командне Червонопрапорне училище ім. Дзержинського МВС СРСР.
В 2003 році закінчив Національну академію прикордонних військ України з відзнакою.
В 2017 році закінчив Національну академію державного управління при Президентові України з відзнакою.

## Кар'єра
Пройшов офіцерські посади від командира взводу до начальника управління Кримського територіального командування внутрішніх військ МВС України.
З 2010 року — начальник управління Кримського територіального командування внутрішніх військ МВС України.
18 квітня 2014 року згідно Указу Президента України був призначений заступником командувача Національної гвардії України.
23 серпня 2014 року присвоєно військове звання генерал-лейтенанта.
З 6 лютого 2015 року до 31 грудня 2015 року виконував обов’язки командувача Національної гвардії України.
13 червня 2019 року, згідно Указу Президента України був призначений командувачем Національної гвардії України.
27 січня 2022 року, написав рапорт про відставку з посади командувача Національної гвардії України в зв'язку з подіями на заводі "Південмаш" у м. Дніпрі та був звільнений з посади згідно Указу Президента України №34/2022 від 27 січня 2022 року.

## Нагороди та відзнаки
- Орден «За заслуги» II ст. (24 березня 2017) — за особисту мужність і високий професіоналізм, виявлені у захисті державного суверенітету та територіальної цілісності України, зразкове виконання військового обов'язку[10]
- Орден «За заслуги» III ст. (23 березня 2012) — за вагомий особистий внесок у зміцнення законності та правопорядку, боротьбу зі злочинністю, зразкове виконання службового обов'язку, високий професіоналізм та з нагоди Дня внутрішніх військ МВС України[11]
- Медаль «За військову службу Україні» (25 червня 2007) — за вагомий особистий внесок військовослужбовців Внутрішніх військ у зміцнення законності та правопорядку, зразкове виконання службового обов'язку та виявлені мужність і витримку[12]
- 12 грудня 2018 року Митрополит Іоан (Яременко) з благословення Святійшого Патріарха Філарета вручив йому Орден святителя Миколая Чудотворця[13].